# Jeeves och Wooster
Jeeves och Wooster (engelska: Jeeves and Wooster) är en brittisk TV-serie från 1990–1993 som är baserad på P.G. Wodehouses böcker om Bertie Wooster och hans valet (betjänt) Jeeves. Serien sändes av SVT i omgångar på 1990-talet och av Kanal 9 2007–2009.

## Handling
Bertie Wooster är en aristokratisk och tämligen disträ ung man, och Jeeves är dennes enormt belästa, snabbtänkta och talangfulla betjänt. Wooster är ungkarl och tillbringar mycket av sin tid tillsammans med vännerna i Drönarklubben, samt lyckas dessutom snurra in sig i diverse krångliga kurtiser och andra märkliga äventyr som sedan Jeeves får lösa honom ur. Handlingen är förlagd till England och USA under 1930-talet.

## Rollista i urval
| Rollfigur                        | Säsong 1         | Säsong 2               | Säsong 3          | Säsong 4               |
| -------------------------------- | ---------------- | ---------------------- | ----------------- | ---------------------- |
| Bertie Wooster                   | Hugh Laurie      | Hugh Laurie            | Hugh Laurie       | Hugh Laurie            |
| Jeeves                           | Stephen Fry      | Stephen Fry            | Stephen Fry       | Stephen Fry            |
| faster Agatha                    | Mary Wimbush     | Mary Wimbush           | Mary Wimbush      | Elizabeth Spriggs      |
| Sir Watkyn Bassett               | John Woodnutt    | John Woodnutt          | John Woodnutt     | John Woodnutt          |
| Madeline Bassett                 | Francesca Folan  | Diana Blackburn        | Elizabeth Morton  | Elizabeth Morton       |
| faster Dahlia                    | Brenda Bruce     | Vivian Pickles         | Patricia Lawrence | Jean Heywood           |
| Augustus "Gussie" Fink-Nottle    | Richard Garnett  | Richard Garnett        | Richard Braine    | Richard Braine         |
| Hildebrand "Tuppy" Glossop       | Robert Daws      | Robert Daws            | Robert Daws       | Robert Daws            |
| Richard "Bingo" Little           | Michael Siberry  | Michael Siberry        | Pip Torrens       | Pip Torrens            |
| Honoria Glossop                  | Elizabeth Kettle | Elizabeth Kettle       | Elizabeth Kettle  | Elizabeth Kettle       |
| Sir Roderick Glossop             | Roger Brierley   | Roger Brierley         |                   | Philip Locke           |
| Lady Glossop                     | Jane Downs       | Jane Downs             |                   |                        |
| Harold "Stinker" Pinker          |                  | Simon Treves           | Simon Treves      | Simon Treves           |
| Roderick Spode                   |                  | John Turner            | John Turner       | John Turner            |
| Mortimer Little, lord Bittlesham |                  | Geoffrey Toone         | Geoffrey Toone    | Geoffrey Toone         |
| Stephanie "Stiffy" Byng          |                  | Charlotte Attenborough | Amanda Harris     | Charlotte Attenborough |
| Florence Craye                   |                  |                        | Fiona Gillies     | Francesca Folan        |
| G. D'Arcy "Stilton" Cheesewright |                  |                        |                   | Nicholas Palliser      |
| Cyril "Barmy" Fotheringay-Phipps | Adam Blackwood   | Martin Clunes          |                   |                        |
| Roberta "Bobbie" Wickham         | Nina Botting     | Niamh Cusack           |                   |                        |
| Pauline Stoker                   |                  | Sharon Holm            | Kim Huffman       |                        |
| konstapel Eustace Oates          |                  | Campbell Morrison      | Stewart Harwood   | Sidney Livingstone     |
| Alexander Charles "Oofy" Prosser | Richard Dixon    | Richard Dixon          |                   | Richard Dixon          |

Anmärkningar
1. ↑  Spelade Florence Craye i säsong 4.
2. ↑  Spelade Rupert Steggles i avsnitt 3 av säsong 1.
3. ↑  Spelade Madeline Bassett i säsong 1.

## Platser i serien

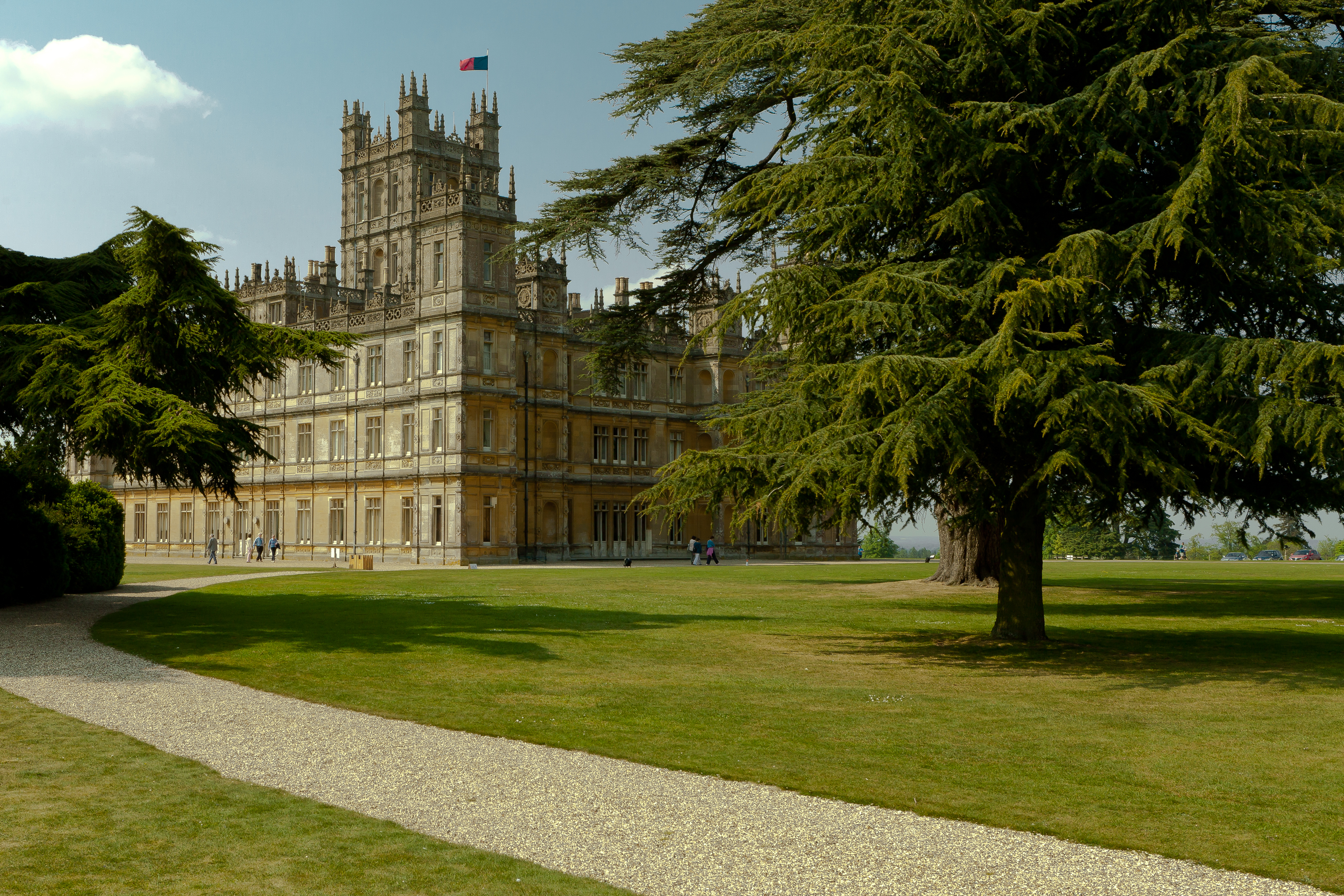
Highclere Castle får föreställa Totleigh Towers, sir Watkyn Bassetts egendom. Slottet har också spelat rollen som Downton Abbey.
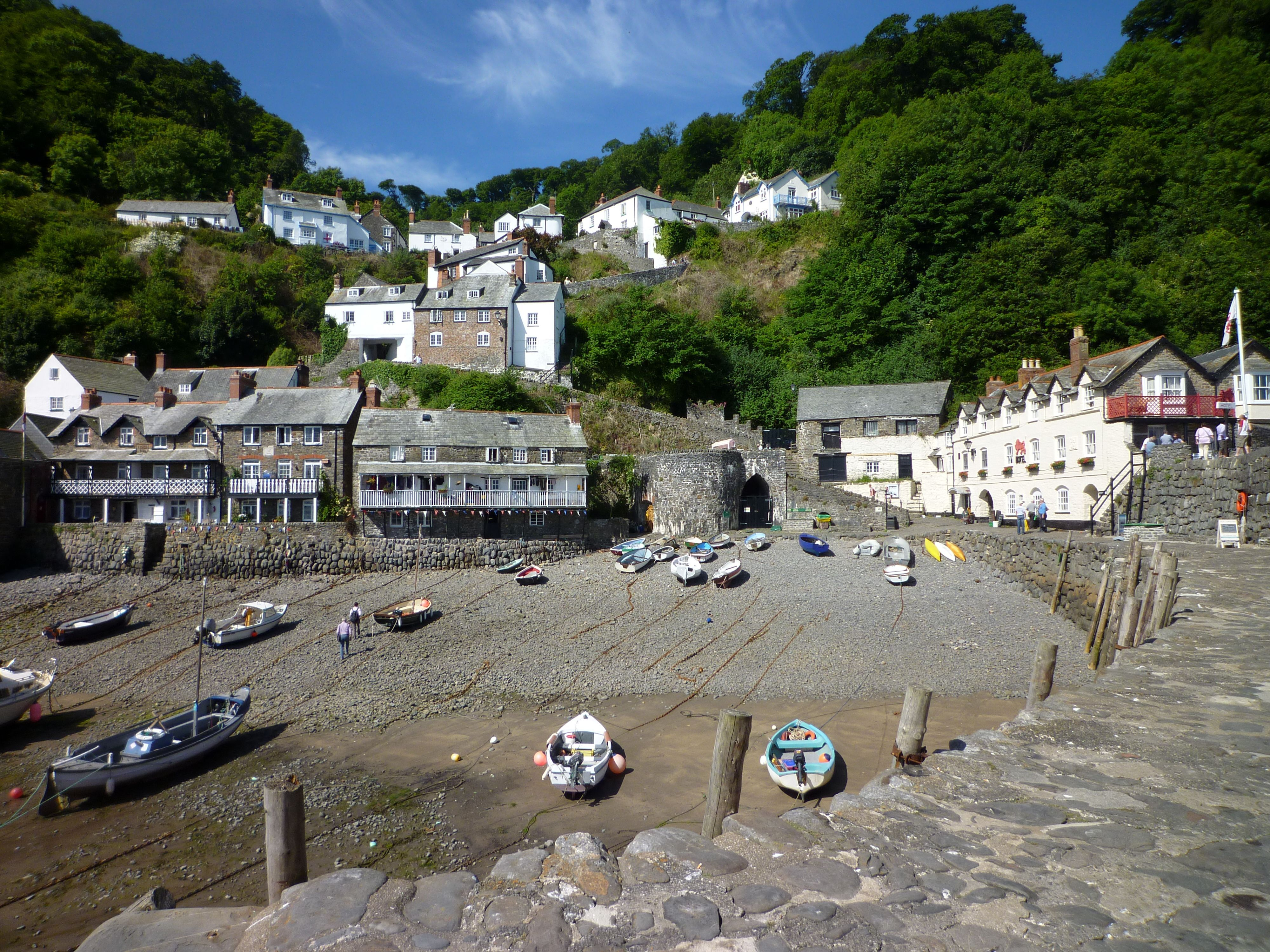
Clovelly i Devon får föreställa den lilla byn Chuffnell Regis dit Bertie drar sig undan för att öva sig på trombon.
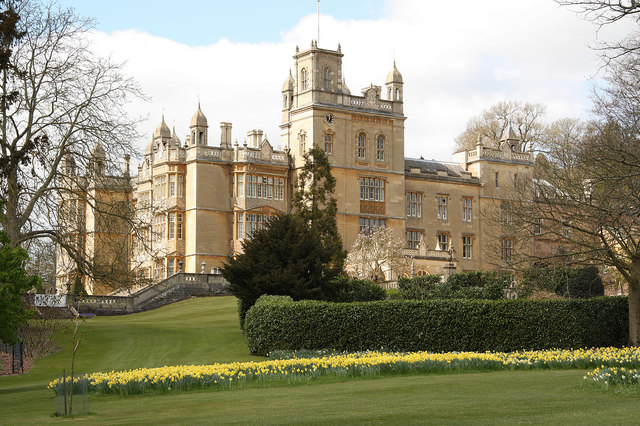
Englefield House spelar rollen som Ditteredge Hall, familjen Glossops gods. Det är även känt som X-mansion i X-Men: First Class.
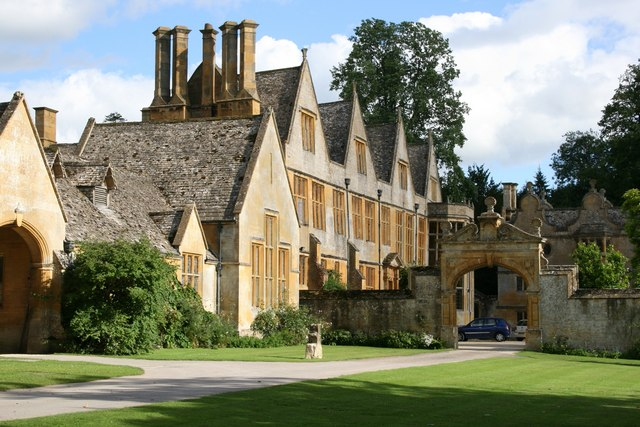
Stanway House Gloucestershire är Twing Hall där familjen Wickhammersley residerar.
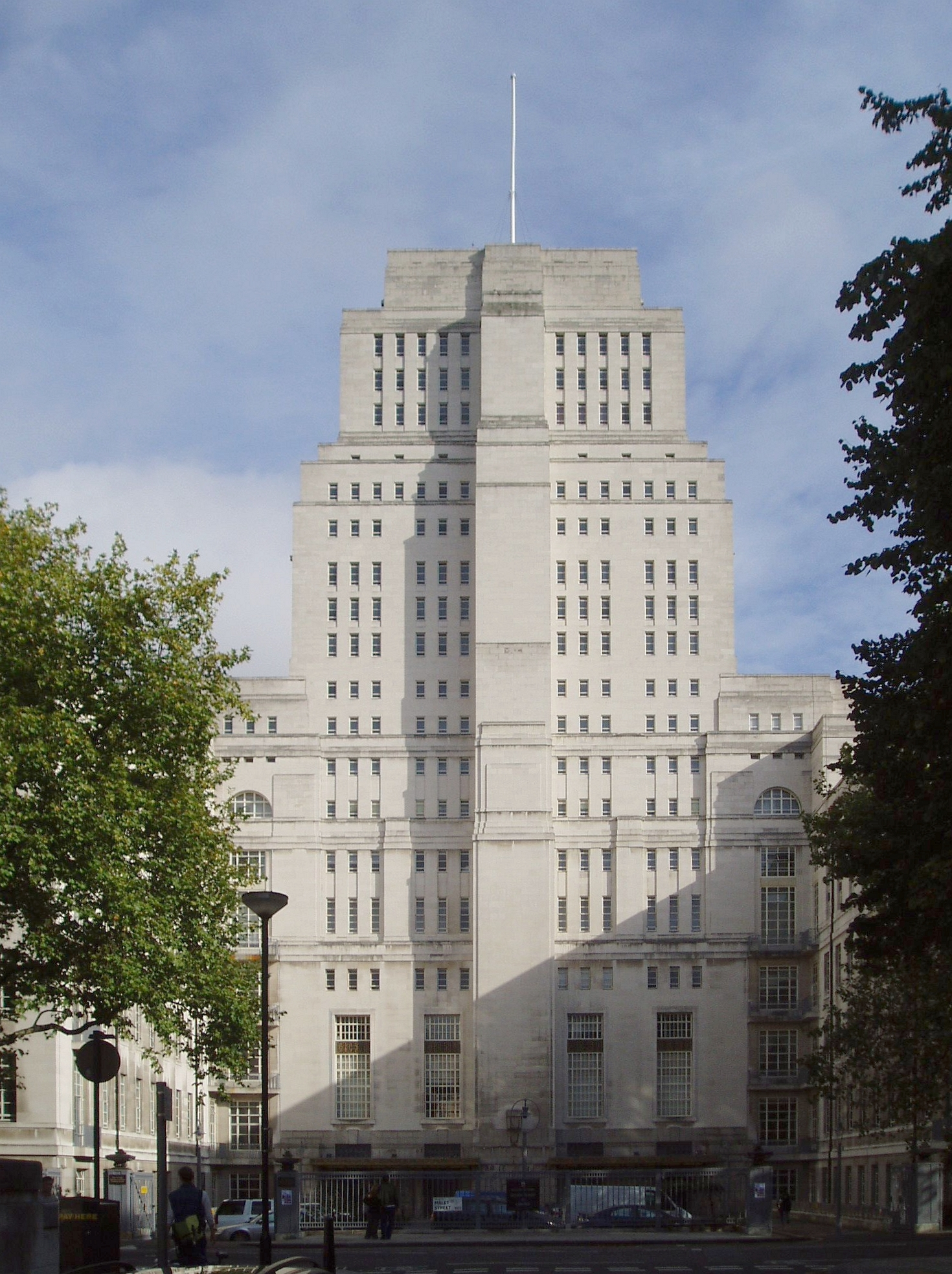
Senate House i London är The Stuyvesant Tower där Bertie har en New York-våning.